# Первичная цилиарная дискинезия
Первичная цилиарная дискинезия — это генетически детерменированное заболевание, в основе которого лежит дефект ультраструктур ресничек мерцательного эпителия, приводящий к нарушению их двигательной функции.  

## Этиология и распространенность
Тип наследования — аутосомно-рецессивный, описаны и более редкие Х- сцепленные формы.
ПЦД относится к орфанным заболеваниям, по данным разных авторов распространенность составляет от 1:15000 до 1:60000 новорожденных. Наиболее частой и классической формой является синдром Картагенера (40 — 60% от общего числа).

## Симптомы

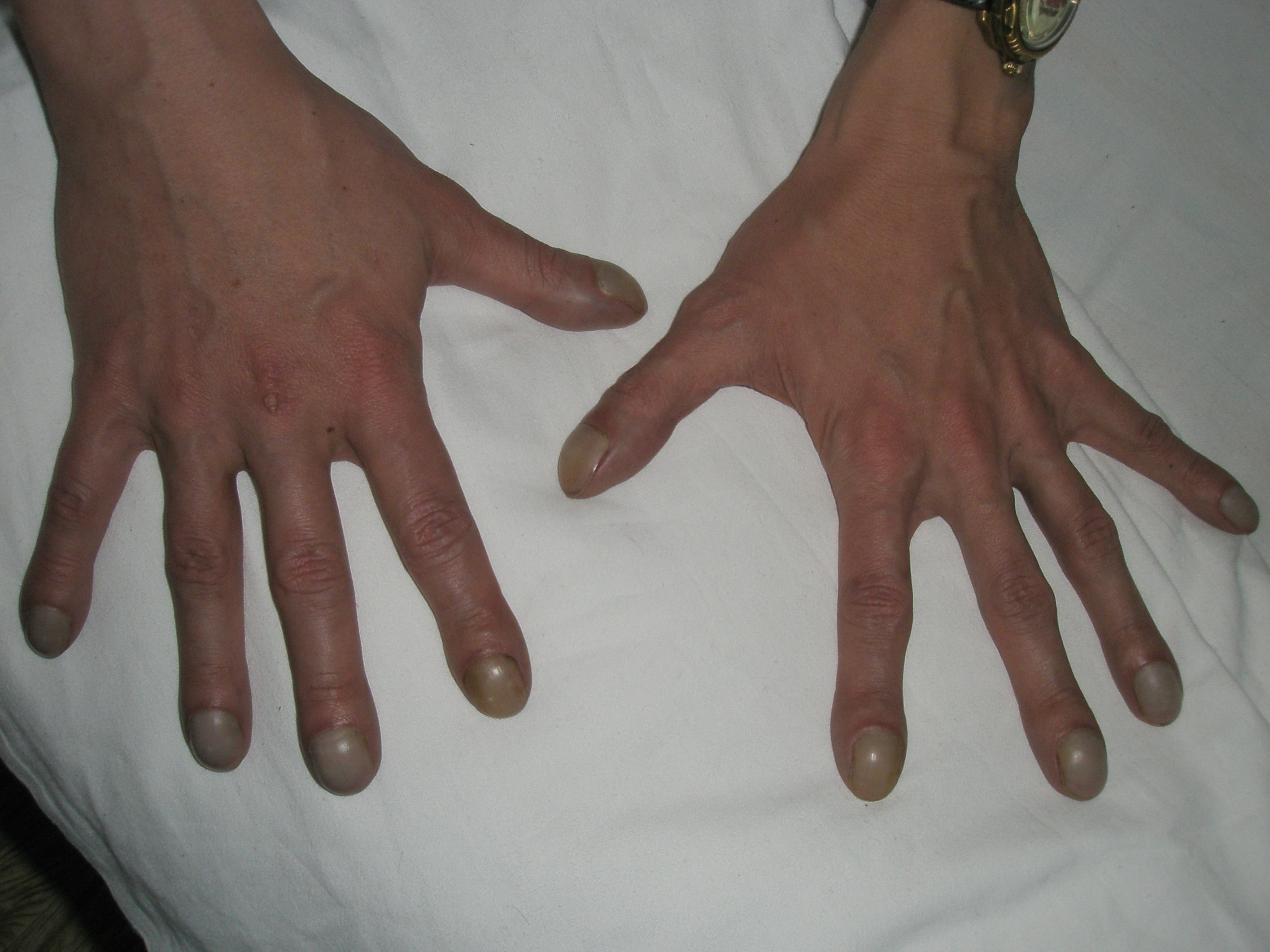
Симптом барабанных палочек

Ведущим проявлением первичной цилиарной дискинезии являются рецидивирующие с детского возраста воспалительные заболевания верхних и нижних дыхательных путей, постоянный кашель с гнойной мокротой, влажные хрипы в легких. В более позднем возрасте формируются бронхоэктазы. Можно наблюдать отставание в физическом развитии, изменение концевых фаланг пальцев (симптом барабанных палочек). У многих больных отмечаются рецидивирующие экссудативные отиты со снижением слуха.
При синдроме Картагенера помимо бронхоэктазов и синусита имеется обратное расположение внутренних органов или изолированная декстрокардия.

## Другие проявления
У мужчин с ПЦД часто выявляют бесплодие, вызванное дефектной подвижностью сперматозоидов,  у женщин нередко наблюдается внематочная беременность, вызванная аномальным строением фимбрий фаллопиевых труб.
Крайне редко аномалия ресничек приводит к пигментной ретинопатии, биллирному циррозу печени, внутрненней гидроцефалии и поликистозу почек.

## Диагностика
- исследование уровня оксида азота в выдыхаемом назальном воздухе;
- анализ частоты и паттерна биения ресничек в биоптате из полости носа или бронха с помощью световой микроскопии;
- обнаружение аномалий строения ресничек в биоптате слизистой оболочки носа или бронха с помощью электронной микроскопии[4].

## Лечение
Терапия в первую очередь направлена на предупреждение прогрессирования бронхоэктазов и сохранение нормальной легочной функции, а также носового дыхания и слуха.

#### Консервативное лечение
- курсовое лечения муколитическими препаратами;
- при наличии бронхообструктивного синдрома — ингаляционные бронхолитики;
- при обострении хронического бронхолегочного процесса рекомендуется назначение антибиотиков;
- промывание носовых ходов гипертоническим раствором натрия хлорида, применение назального душа[4].

#### Хирургическое лечение
- оперативное лечение нижних дыхательных путей рекомендуется крайне редко (описаны случаи пациентов, которым проводилась трансплантация легких[6]);
- при частом обострении хронического синусита рекомендуется рассмотреть вопрос о проведении операции с целью улучшения аэрации и дренажа параназальных синусов.